# Lihula
Lihula es un municipio estonio perteneciente al condado de Lääne.
A 1 de enero de 2016 tiene 2267 habitantes en una superficie de 367,31 km².
Comprende la capital municipal Lihula, donde vive la mitad de la población, y 40 pequeñas localidades rurales: Alaküla, Aruküla, Hälvati, Jõeääre, Järise, Keemu, Kelu, Kirbla, Kirikuküla, Kloostri, Kunila, Laulepa, Lautna, Liustemäe, Matsalu, Meelva, Metsküla, Mõisimaa, Nurme, Pagasi, Parivere, Peanse, Penijõe, Petaaluse, Poanse, Rannu, Rootsi, Rumba, Saastna, Seira, Seli, Soovälja, Tuhu, Tuudi, Vagivere, Uluste, Valuste, Vanamõisa, Võhma y Võigaste.
Se ubica al sur del condado.